# Full Tilt Boogie Band
Nachdem Janis Joplin und Sam Andrew (gtr, voc) die Big Brother And The Holding Company verlassen hatten, gab es zwei unterschiedliche Besetzungen unter dem Namen Full Tilt Boogie Band (vom Dezember 1968 bis zum Dezember 1969), die auch an den Aufnahmen zu I Got Dem Old Koszmic Blues Again Mama beteiligt waren.
Sam Andrew ging nach Problemen mit Janis Joplin wieder zurück zu Big Brother And The Holding Company.
Nach dem Weggang von Sam Andrew spielte die Band in der Besetzung Janis Joplin (Gesang), John Till (Gitarre, Gesang), Brad Campbell (Bass), Richard Bell (Piano), Ken Pearson (Orgel), Clark Pierson (Schlagzeug).
Nachdem die Band mit Grateful Dead und anderen Bands im Juli 1970 zu einer Tournee durch Kanada aufgebrochen war, gaben sie nach ihrer Rückkehr am 12. August 1970 ihr letztes gemeinsames Konzert (vor dem Tod von Janis Joplin am 4. Oktober 1970) in Cambridge (bei Boston), Massachusetts.
Dann kehrten sie nach Los Angeles zurück, um die Aufnahmen zum neuen Album Pearl zu beenden.